# Phil Smyth
 (avril 2017).
Si vous disposez d'ouvrages ou d'articles de référence ou si vous connaissez des sites web de qualité traitant du thème abordé ici, merci de compléter l'article en donnant les références utiles à sa vérifiabilité et en les liant à la section « Notes et références ».
Phil Smyth, né le 11 mai 1958, à Adelaïde, en Australie, est un ancien[réf. souhaitée] joueur et entraîneur australien de basket-ball.[réf. souhaitée] Il évolue durant sa carrière au poste de meneur.

## Palmarès
[réf. souhaitée]
Joueur
- Champion NBL 1983, 1984, 1988
- MVP des Finales NBL 1988
- All NBL First Team 1982, 1983, 1984, 1985, 1988, 1989
- Meilleur défenseur de la NBL 1982, 1983, 1988, 1989

Entraîneur
- Champion NBL 1998, 1999, 2002

### Distinctions
[réf. souhaitée]
- Membre de l'Ordre d'Australie en 1988
- Intronisé au Sport Australia Hall of Fame en 1997
- Lauréat de l'Australian Sports Medal en 2000